# Верхньодуванська сільська рада
| Верхньодуванська сільська рада — колишній орган місцевого самоврядування у Сватівському районі Луганської області з адміністративним центром у с. Верхня Дуванка. Історична дата утворення: в 1927 році. Водоймища на території, підпорядкованій даній раді: річка Дуваночка. Сільській раді були підпорядковані населені пункти: - с. Верхня Дуванка - с. Доля - с. Лебедівка - с. Полтава - с. Яблунівка |

## Склад ради
Рада складалася з 12 депутатів та голови.

### Керівний склад ради
| ПІБ                           | Основні відомості                                                         | Дата обрання | Дата звільнення |
| ----------------------------- | ------------------------------------------------------------------------- | ------------ | --------------- |
| Болховецький Віктор Борисович | Сільський голова, 1950 року народження, освіта, член Партії регіонів      | 26.03.2006   | 31.10.2010      |
| Кривошлик Олена Володимирівна | Сільський голова, 1965 року народження, освіта вища, член Партії регіонів | 31.10.2010   |                 |

Примітка: таблиця складена за даними джерела